# Kemmelbeek
De Kemmelbeek is een beek in het zuiden van de Belgische provincie West-Vlaanderen. De Kemmelbeek ontspringt bij Westouter aan de noordoostkant van de Vidaigneberg, vlak bij de Zwarteberg en mondt uit in de IJzer te Reninge. Wanneer men de Fransebeek als bovenloop van de Kemmelbeek ziet, kan worden gesteld dat zij net over de grens in Frankrijk ontspringt.
De Kemmelbeek heeft een lengte van meer dan 22 km. De benedenloop vanaf Elverdinge tot Reninge is een waterloop van de eerste categorie van 10 km lang en de bovenloop van Reningelst tot Elverdinge een waterloop van de tweede categorie van 12 km.
De bovenloop van de Kemmelbeek wordt ook wel Grote Kemmelbeek of Grotebeek genoemd, ter onderscheiding van de Kleine Kemmelbeek die oorspronkelijk de bovenloop vormde.

## Kleine Kemmelbeek
Oorspronkelijk ontsprong de Kemmelbeek nabij de Kemmelberg in Kemmel en stroomde langs Dikkebus via de Vuilebeek bij Vlamertinge waar het zich met de huidige bovenloop verenigde. In 1320 werd voor de watervoorziening van Ieper deze beek bij Dikkebus afgedamd, waardoor de Dikkebusvijver ontstond. Deze werd door de Dikkebusbeek met Ieperen verbonden en ging zo tot het stroomgebied van de Ieperlee behoren. De stroom van de Kemmelberg naar de Dikkebusvijver wordt ook de Kleine Kemmelbeek genoemd. 
Over vijf kilometer afstand (Kemmel tot Dikkebus) heeft deze Kemmelbeek een verval van 35 meter. Dit verval leidt tot veel erosie.